# William T. Stearn
William Thomas Stearn CBE (16 d'abril de 1911 − 8 de maig de 2001) va ser un botànic anglès conegut per ser un expert en la història de la botànica i en les llengües clàssiques. Va escriure un diccionari etimològic de les plantes i també el llibre Botanical Latin que és una referència estàndard.
Va ser el president de la Linnean Society de 1979 a 1982 i el 1976 va rebre la Gold Medal (actualment es diu la Linnean medal) i després el in 1993 la medalla d'or d'Engler. També va rebre el Premi Asa Gray del 2000, l'honor més gran de l'American Society of Plant Taxonomists.